# 多林卡 (瓦西里夫卡區)
47°28′21″N 35°31′47″E / 47.47250°N 35.52972°E
多林卡（烏克蘭語：Долинка）是位於烏克蘭東南部的村莊，由扎波羅熱州瓦西里夫卡區的瓦西里夫卡市鎮負責管轄。該村始建於1945年，面積19.3平方公里，海拔高度89米，2001年人口387，人口密度每平方公里20.1人。